# Wouter Van Lierde
Wouter Van Lierde (Ukkel, 19 juli 1963 – Gent, 4 augustus 2020) was een Vlaams acteur. 

## Biografie
Van Lierde liep humaniora op het Heilig-Hartcollege in Ganshoren en studeerde af aan het Koninklijk Conservatorium te Gent. Hij speelde rollen in theaterproducties als vast acteur bij het theatergezelschap Theater Malpertuis, na 2001 bij het Publiekstheater. Met Rik Tans vormde hij het komisch gezelschap De Schedelgeboorten, een cabaretgroep die muzikale nummers en humoristische tussenacts brengt.
Hij was in 2001 in Thuis als Gino. Hij speelde een gastrol in het eerste seizoen van Flikken als Ivan en kreeg in seizoen 6 een grotere rol als seriemoordenaar Luc Feiremans in dezelfde serie. Ook had hij een gastrol in onder meer F.C. De Kampioenen (2008, 2009 en 2010) als inspecteur Jos, in Recht op Recht (2000), in de fictieserie Goesting (2010) en in Witse (2010). In 2015 was hij opnieuw te zien in Thuis. Dit keer als privédetective Thomas Smith.
Hij overleed in 2020 aan een slepende ziekte.

## Filmografie
- Flikken - als Ivan, Luc Feiremans
- Recht op Recht (2000)
- Thuis (2001) - als Gino
- F.C. De Kampioenen (2008, 2009, 2010) - als inspecteur Jos
- Goesting (2010)
- Witse (2010)
- Thuis (2015) - als Thomas Smith

## Privé
Wouter Van Lierde was de broer van Thuis-actrice Monika Van Lierde. 